# Absolutely Live (album des Doors)
Pour les articles homonymes, voir Absolutely Live.
Albums de The Doors
Morrison Hotel
(1970) L.A. Woman
(1971)
Absolutely Live est un double album live du groupe rock américain The Doors, sorti en 1970 et produit par Paul A. Rothchild.
Cet album est une compilation de titres enregistrés lors de concerts donnés par le groupe aux États-Unis entre juillet 1969 et mai 1970.

## Musiciens
- Jim Morrison : chant
- Ray Manzarek : synthétiseur, orgue, chant, chœurs
- Robby Krieger : guitare
- John Densmore : batterie

## Titres
Sauf mention contraire, toutes les chansons sont créditées aux Doors.
1. House Annoncer – 2:40
2. Who Do You Love (Diddley) – 6:02
3. Medley – 10:35
  1. Alabama Song (Brecht, Weill) – 1:51
  2. Back Door Man (Dixon) – 2:22
  3. Love Hides – 1:48
  4. Five to One – 4:34
4. Build Me a Woman – 3:33
5. When the Music's Over – 16:16
6. Close to You (Dixon) – 4:04
7. Universal Mind – 4:54
8. Petition the Lord with Prayer – 0:52
9. Medley – 6:38
  1. Dead Cats, Dead Rats – 1:57
  2. Break on Through No. 2 – 4:41
10. Celebration of the Lizard – 14:25
  1. Lions in the Street – 1:14
  2. Wake Up – 1:21
  3. A Little Game – 1:12
  4. The Hill Dwellers – 2:35
  5. Not to Touch the Earth – 4:14
  6. Names of the Kingdom – 1:29
  7. The Palace of the Exile – 2:20
11. Soul Kitchen – 7:15

## Concerts enregistrés pour l'album
- Aquarius Theatre (21 juillet 1969) - 2 shows (sorti officiellement en 2001)
- Aquarius Theatre (22 juillet 1969) - soundcheck (sorti officiellement en 2002)
- Felt Forum - Madison Square Garden (17 janvier 1970) - 2 shows (sorti officiellement en 2010)
- Felt Forum - Madison Square Garden (18 janvier 1970) - 2 shows (sorti officiellement en 2010)
- Boston Arena (10 avril 1970) - 2 shows (sorti officiellement en 2007)
- The Spectrum (1er mai 1970) (sorti officiellement en 2005)
- Pittsburgh Civic Arena (2 mai 1970) (sorti officiellement en 2008)
- Cobo Arena (8 mai 1970) (sorti officiellement en 2001)

## Personnel
The Doors
- Jim Morrison : chant
- Ray Manzarek : orgue, clavier basse, chant sur "Close to You", chœurs
- Robby Krieger : guitare
- John Densmore : batterie